# Геласий Кизический
Геласий Кизический (греч. Γελάσιος ὁ Κυζικηνός) или Геласий Кизикский (Γελάσιος Κυζίκου) — греческий историк 2-й половины V века, автор «Церковной истории», посвященной эпохе правления императора Константина Великого, главным образом I Вселенскому собору.
Во всех сохранившихся рукописях «Церковной истории» это сочинение анонимно. Имя автора — Геласий — было указано лишь в «Библиотеке» патриарха Константинопольского Фотия I. Незначительная информация об авторе содержится только в тексте его «Истории». Он был сыном священника из Кизика и написал «Историю» в римской провинции Вифиния в Малой Азии около 475 года, с целью доказать сторонникам Евтихия, что никейские отцы не учили монофизитству. Кроме этого, о его личности ничего не известно.
Первоначальное название книги «Церковная история», видимо, позже было заменено на «Повествование о деяниях Собора в Никее» (Τῶν κατὰ τὴν ἐν Νικαίᾳ σύνοδον πραχθέντων σύνταγμα). Эта компиляция, составленная на основании творений Евсевия Кесарийского, Руфина Аквилейского, Сократа Схоластика, Созомена, блаженного Феодорита и актов Никейского собора, которые Геласий читал «в весьма древней» рукописи, принадлежавшей некогда архиепископу Далматию Кизическому, а впоследствии перешедшей к его отцу, учёными признаётся не совсем достоверной, хотя и содержит много уникальных сведений и поэтому важна для историков. Значительную часть материалов заседаний собора занимает диспут православных епископов с философом Федоном, нанятым за деньги арианами. О диспуте с неким «диалектиком» во время Никейского собора писал Руфин, однако он не говорил, что этот диалектик защищал учение Ария. Этот диспут вызывает сомнения относительно его подлинности, поскольку в нём затрагивается вопрос о Божестве Духа Святого, который в то время не обсуждался. Геласий ничего не пишет о том, что на соборе зачитывалось арианское исповедание веры, составленное Евсевием Никомидийским, о чём упоминает Феодорит. Также Геласий не упоминает о некоторых событиях, известных по другим источникам.